# Eduard von Hofmann

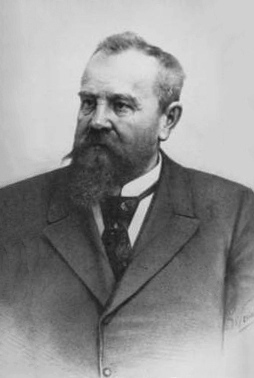
Porträt Hofmanns im Alter von etwa 40 Jahren

Eduard Ritter von Hofmann (* 27. Januar 1837 in Prag; † 27. August 1897 in Opatija) war ein österreichischer Mediziner und gilt als Pionier der modernen forensischen Pathologie.

## Leben
Hofmann studierte an der Prager Karls-Universität, promovierte 1861 und habilitierte 1865 über die Fruchtwasseraspiration während der Geburt. Auf Empfehlung Carl von Rokitanskys wurde er 1869 an den Lehrstuhl für Staatsarzneikunde an der Universität Innsbruck berufen. Durch Nutzbarmachung neu entwickelter Methoden und Geräte wie Mikroskopie, Spektroskopie und Tierversuch für die Rechtsmedizin gab er der Wissenschaft neue Impulse. 1873 wurde von Hofmann in Innsbruck Dekan, folgte aber bereits 1875 einem Ruf an die Universität Wien, um wiederum auf Fürsprache des nunmehr emeritierten Rokitansky dessen Professur weiterzuführen.
Wie sein Vorgänger band er sein gerichtsmedizinisches Institut forciert in das behördliche Obduktionswesen ein, was die ausreichende Versorgung mit Körpern für die Forschung sicherte. Er stützte überdies die stärkere Zusammenarbeit mit experimentellen Pathologen und forensischen Toxikologen in der Gerichtsmedizin. Letztendlich galt sein Streben der Etablierung einer von der Vorherrschaft der pathologischen Anatomie befreiten Gerichtsmedizin. In diesem Sinne trennte er das gerichtsmedizinische Museum aus der pathologisch-anatomischen Ausstellung der Universität heraus. Seine Arbeit hob die Bedeutung des Wiener Instituts insgesamt auf ein international beachtetes Niveau.
Von Hofmann wurde für seine Verdienste um Wissenschaft wie Gesundheitspflege sowohl akademische als auch staatliche Anerkennung in Form zahlreicher Orden und der Erhebung in den Adelsstand mit der Verleihung des Titels „Ritter von“ zuteil. Eduard von Hofmanns Hauptwerk, das 1878 erschienene „Lehrbuch für gerichtliche Medizin“, wurde in alle Wissenschaftssprachen übersetzt und erlebte allein bis zu Hofmanns frühem Tod neun Auflagen. Er selbst erhielt ein Ehrengrab auf dem Wiener Zentralfriedhof.

## Fälle
Unter den teilweise international mit Aufmerksamkeit verfolgten Fällen, bei denen Hofmann als rechtsmedizinischer Sachverständiger hinzugezogen wurde, können hervorgehoben genannt werden:
- Aufklärung des Mordes an einer jungen Frau durch deren Bräutigam, der anhand von ausgerissenen Haaren an den Händen der im Stilfser Joch Abgestürzten überführt wurde.
- Mitarbeit bei der Identifizierung der fast 400 Opfer des Ringtheaterbrandes vom 8. Dezember 1881; dabei Entdeckung der Vergiftung mit Kohlenstoffmonoxid als eigentliche Todesursache von Brandopfern und damit, dass Kohlenmonoxid ein sicherer Beweis dafür ist, dass jemand lebendig verbrannt ist.
- Gutachten zur Identität einer in der Theiß gefundenen Frauenleiche im Ritualmordprozess von Tiszaeszlár, 1883.
- Beteiligung am Gutachten zum Tode Kronprinz Rudolfs 1889, das eine Selbsttötung nachwies.

## Werke
- Lehrbuch für Gerichtliche Medizin, 1878 - 11 Auflagen bis 1927
- Beiträge zu Albert Eulenburgs Real-Encyclopädie der gesammten Heilkunde. Erste Auflage.
  - Band 1, 1880 (archive.org), S. 58–65: Abortus (forensisch …)
  - Band 2, 1880 (archive.org), S. 98–104: Beischlaf (forensisch); S. 287–290: Blitzschlag; S. 334–343: Blutspuren
  - Band 5, 1881 (archive.org), S. 51–53: Erfrieren (forensisch); S. 85–92: Ertrinken (forensisch); S. 414–415: Frühgeburt (forensisch)
  - Band 6, 1881 (archive.org), S. 415–422: Hermaphrodismus; S. 536–540: Hinrichtung; S. 697–702: Hymen
  - Band 7, 1881 (archive.org), S. 406–407: Kindspech
  - Band 10, 1882 (archive.org), S. 294–303: Päderastie
  - Band 11, 1882 (archive.org), S. 635–638: Samenflecke
  - Band 12, 1882 (archive.org), S. 82–84: Schändung; S. 565–566: Sodomie (forensisch)
  - Band 13, 1883 (archive.org), S. 200–209: Strangulation; S. 559–560: Todtenflecke
  - Band 15, 1883 (archive.org), S. 72–79: Zeugungsfähigkeit (forensisch)

Beispiel für forensisches Gutachten:
- Gerichtliche Medizin. Zum Prozesse von Tisza-Eszlár. Gutachten über die am 18. Juni 1882 bei Tisza-Dada aus der Theiss gezogene, am 19. gerichtlich obduzirte und am 7. Dezember 1882 behufs neuerlicher Untersuchung exhumirte weibliche Leiche. In: Wiener Medizinische Wochenschrift, Jahrgang 1883, S. 779–785 (online bei ANNO). (Teil 1)
- Gerichtliche Medizin. Zum Prozesse von Tisza-Eszlár. Gutachten über die am 18. Juni 1882 bei Tisza-Dada aus der Theiss gezogene, am 19. gerichtlich obduzirte und am 7. Dezember 1882 behufs neuerlicher Untersuchung exhumirte weibliche Leiche. In: Wiener Medizinische Wochenschrift, Jahrgang 1883, S. 811–816 (online bei ANNO). (Teil 2)
- Gerichtliche Medizin. Zum Prozesse von Tisza-Eszlár. Gutachten über die am 18. Juni 1882 bei Tisza-Dada aus der Theiss gezogene, am 19. gerichtlich obduzirte und am 7. Dezember 1882 behufs neuerlicher Untersuchung exhumirte weibliche Leiche. In: Wiener Medizinische Wochenschrift, Jahrgang 1883, S. 844–848 (online bei ANNO). (Teil 3)
- Gerichtliche Medizin. Zum Prozesse von Tisza-Eszlár. Gutachten über die am 18. Juni 1882 bei Tisza-Dada aus der Theiss gezogene, am 19. gerichtlich obduzirte und am 7. Dezember 1882 behufs neuerlicher Untersuchung exhumirte weibliche Leiche. In: Wiener Medizinische Wochenschrift, Jahrgang 1883, S. 876–880 (online bei ANNO). (Teil 4)